# Concilie van Constantinopel I

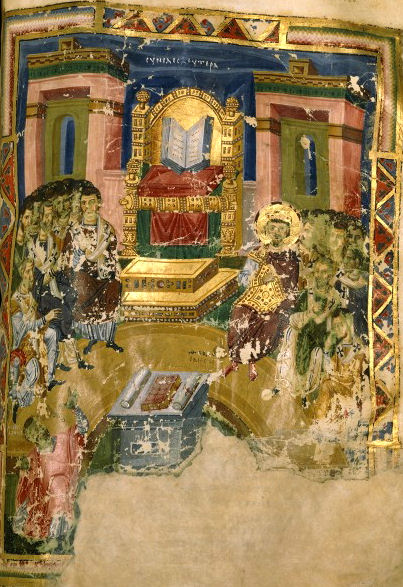

Het Eerste Concilie van Constantinopel wordt erkend als het Tweede Oecumenische Concilie door de oriëntaals-orthodoxe kerken, de Kerk van het Oosten, de Rooms-Katholieke Kerk, de Oudkatholieke Kerk, de Anglicaanse Kerk en een aantal andere westers christelijke groeperingen. Het was het eerste oecumenische concilie dat in Constantinopel werd gehouden en werd bijeengeroepen door Theodosius I in 381. Het concilie bevestigde de geloofsbelijdenis van Nicea-Constantinopel en handelde over andere onderwerpen zoals het arianisme.
Paus Damasus I was ofwel niet uitgenodigd ofwel weigerde te komen, zodat dit concilie soms ook wel het "onoecumenische" concilie wordt genoemd. Echter, dit concilie werd als oecumenisch bevestigd bij het Concilie van Chalcedon in 451.

## Onderwerp van het Concilie
Geloofsbelijdenis van Nicea-Constantinopel. Erkenning van de eenheid en Goddelijkheid in wezen van de Heilige Geest met de Zoon en de Vader. Tegen de pneumatomachen onder leiding van Macedonius I van Constantinopel.
Het doel van Theodosius was om door middel van dit tweede concilie de eenheid van de christenen te versterken. Aangezien het arianisme door het eerste oecumenische concilie in 325 in Nicea al als ketterij was veroordeeld, hoefde dit onderwerp niet op de agenda van het tweede concilie te staan. Theodosius gebruikte gewoon zijn keizerlijke macht om de nog zeer grote invloedrijke groep aanhangers van het arianisme zo veel mogelijk uit te schakelen.
Het Concilie van Constantinopel verhief de zetel van de bisschop van Constantinopel (sedert 330 hoofdstad van het Oost-Romeinse rijk), als het Nieuwe-Rome tot patriarchaat, het ontving de tweede ereplaats na Rome en boven Alexandrië (tetrachie). Maar dat was een organisatorische en politieke kwestie. Gregorius van Nazianze, de bisschop van Constantinopel, trok zich tijdens het 
concilie terug als bisschop, verbitterd over de politieke intriges aan de top van de Kerk. Hij liet zijn bisdom achter bij zijn opvolger Nektarius. 
Op theologisch terrein nam dit concilie het besluit om de geloofsbelijdenis die in 325 in Nicea was vastgesteld te bevestigen. Daarbij werd een besluit genomen dat de tweede van de fundamentele doctrines van de christelijke kerken voor altijd vastlegde: de leer van de triniteit. Het geloof in de Heilige Geest als gelijkwaardige goddelijke derde persoon van de in essentie éne God werd in de – in 325 in Nicea vastgestelde – geloofsbelijdenis opgenomen. De Heilige Geest komt – volgens de aangevulde tekst – voort uit God de Vader en wordt samen met Christus de Zoon als (een van de personen van) God aanbeden en geëerd.
Het resultaat van dit concilie was de Geloofsbelijdenis van Nicea-Constantinopel. Deze geldt voor vrijwel alle christelijke kerken tot op de dag van vandaag.
De Goten namen niet deel aan dit concilie en zij bleven nog geruime tijd (tot de vroege middeleeuwen) de ariaanse leer aanhouden.